# Un moschettiere moderno
Un moschettiere moderno (A Modern Musketeer) è un film muto del 1917 diretto da Allan Dwan. La sceneggiatura si basa su D'Artagnan of Kansas, racconto di Eugene P. Lyle, Jr apparso su Everybody's Magazine del settembre 1912.

## Trama
Ned Thacker del Kansas ha ereditato lo spirito di D'Artagnan attraverso l'influenza prenatale di sua madre, avida fan del romanziere francese Alexandre Dumas. Per sfortuna di Ned, novello D'Artagnan, le donne moderne fraintendono però quasi sempre i suoi modi cavallereschi. Durante un viaggio attraverso il paese, Ned incontra Elsie Dodge, una dolce fanciulla di cui lui si innamora immediatamente. La ragazza, che viaggia con la madre, è anche oggetto delle mire di Forrest Vandeteer, un milionario di mezza età che accompagna le due donne. Ned rafforza la sua determinazione di conquistarla quando apprende da John Blabb, un giornalista di New York, che il milionario ha già tre mogli segrete. Mentre si trovano al Grand Canyon, Chin-de-dah, un fuorilegge navajo, cerca di rapire Elsie per farne sua moglie. Nel frattempo, la signora Dodge, che ha cambiato idea su Ned, preferendolo adesso a Vandeteer, gli dà la sua benedizione quando il moderno epigono di D'Artagnan parte all'inseguimento di Elsie. Ned, dietro indicazione di James Brown, un vecchio sodale di Chin-de-dah che, anni prima, era stato truffato da Vandeteer, trova la grotta del navajo e dei suoi. Uscito vincitore dal combattimento ingaggiato con i banditi, salva Elsie. Poi costringe Vandeteer a firmare una confessione dei suoi torti verso Brown e si fa dare una cambiale di centomila dollari. Mentre Brown si prende cura di Vandeteer, Ned si offre di divedere il denaro con lui per poi tornare ad occuparsi di Elsie, sua futura sposa.

## Produzione
Il film fu prodotto dalla Douglas Fairbanks Pictures.

## Distribuzione

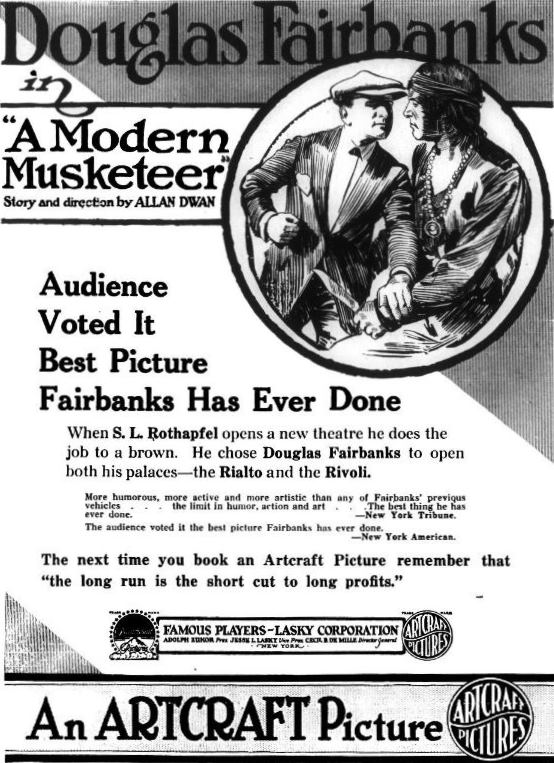
Pubblicità su Variety
(11 gennaio 1918)

Il copyright del film, richiesto dalla Artcraft, fu registrato il 26 dicembre 1917 con il numero LP11871.

Distribuito dalla Artcraft Pictures Corporation (Paramount), il film uscì nelle sale statunitensi presentato in prima a New York il 30 dicembre 1917. In Danimarca, tradotto letteralmente in En moderne Musketer, uscì il 3 febbraio 1920; in Ungheria, come A gáncsnélküli lovag, il 18 marzo 1922; in Finlandia, il 14 dicembre 1922. Nello stesso anno, ottenne in Italia il visto di censura numero 17370.

In Francia prese il titolo Douglas le nouveau D'Artagnan mentre in Svezia ripropose come titolo quello del racconto, D'Artagnan från Kansas; il titolo originale venne tradotto in Polonia come Nowoczesny muszkieter; in Russia, Современный мушкетер e in Spagna, El moderno mosquetero.
Nel 2008, il film è stato distribuito in DVD dalla Flicker Alley.

### Conservazione
Copia completa della pellicola si trova conservata negli archivi della Cinémathèque Royale de Belgique di Bruxelles, del Museum Of Modern Art di New York, del Danish Film Institute di Copenaghen.